# 35-я гвардейская танковая бригада
35-я гвардейская танковая Шавлинская Краснознамённая ордена Суворова бригада — гвардейская танковая бригада Красной армии ВС СССР, в годы Великой Отечественной войны.
Условное наименование — войсковая часть полевая почта (в/ч пп) № 11870.
Сокращённое наименование — 35 гв. тбр

## История формирования

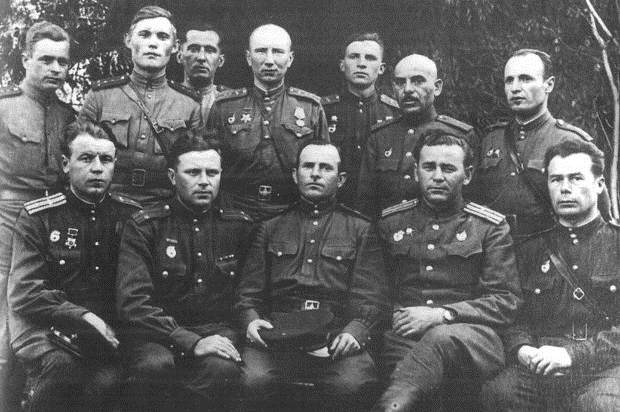
Генерал-майор Ази Асланов (сидит в центре) с офицерами 35-й гвардейской танковой бригады. 23 июня 1944 года

Бригада ведёт свою историю от 55-й танковой бригады сформированной в Сталинградском автобронетанковом центре 18 октября 1941 года на базе 54-й танковой дивизии. На основании основании директивы НКО № 1104945сс от 12 октября 1942 года 55-я танковая бригада была переформирована в 55-й отдельный танковый полк, который вошёл в состав 4-го механизированного корпуса.
Приказом НКО № 394 от 18 декабря 1942 года и директивой ГШКА № 991257 от 26 декабря 1942 года 55-й отдельный танковый полк был преобразован в 41-й гвардейский танковый полк 3-го гвардейского механизированного корпуса. 18 февраля 1943 года, после тяжёлых боёв под Сталинградом полк был выведен на формирование в село Киселёвка Ворошиловградской области.
На основании директивы заместителя Народного комиссара обороны № УФ/2/834 от 24 апреля 1943 года и приказа командующего Южного фронта № 45 41-й гвардейский танковый полк был преобразован в 35-ю гвардейскую танковую бригаду по штату № 010/270—277.
Формирование и обучение бригады проходило в селе Киселёвка с 24 апреля по 13 июня 1943 года. 14 июня бригада была передислоцирована в село Писаревка Воронежской области где получив боевую материальную часть занималась боевой подготовкой до 15 августа 1943 года.
В декабре 1943 года бригада была переформирована по штатам № 010/500 — 010/506, 1-й и 2-й танковые батальоны были укомплектованы танками Шерман M4A2, 3-й танковый батальон получил танки Mk X, дополнительно в состав 1-го батальона была введена рота танков Т-34. До 28 мая 1944 года бригада занималась сколачиванием частей и обучением личного состава.

## Участие в боевых действиях
Период вхождения в действующую армию: 22 апреля 1943 года — 16 мая 1943 года, 10 августа 1943 года — 31 октября 1943 года, 10 июня 1944 года — 9 мая 1945 года, 16 августа 1945 — 3 сентября 1945 года.
17 августа 1943 года бригада в составе 3-го гвардейского механизированного корпуса была введена в прорыв с рубежа Гапоновка, Шавленое. Ведя тяжёлые бои бригада продвинулась вперёд и овладела совхозом Холодный, Яновщина, где 2 сентября передала оставшуюся материальную часть и личный состав в 7-ю и 8-ю механизированные бригады.
18 сентября 1943 года бригада совершила марш и сосредоточилась в районе станции Ромодан Полтавской области, где оставшийся личный состав занимался боевой подготовкой. 11 ноября бригада погрузилась в эшелоны и передислоцировалась в район города Курск, где с декабря начала формирование по новым штатам № 010/500 — 010/506 и пополнение личным составом за счёт маршевых рот.
19 марта 1944 года бригада была передислоцирована на станцию Хомяково Тульской области Московского военного округа, где продолжила занятия по боевой подготовке. 8 апреля 1944 года бригада была полностью укомплектована согласно Директиве ГШ КА № орг/3/307386 от 07 апреля 1944 года по штатам № 010/500-010/506. 1-й и 2-й танковые батальоны были укомплектованы танками M4A2, а 3-й батальон танками Mk X, кроме того в состав 1-го батальона была введена рота танков Т-34 резерва командира бригады. 28 мая части бригады были погружены в эшелоны и отправлены в Смоленскую область в состав 3-го Белорусского фронта. С 1 по 6 июня 1944 года части бригады разгрузились и сосредоточились на станции Велино, где до 10 июня занимались подготовкой материальной части к бою. В течение 10 и 11 июня бригада совершила своим ходом 100 километровый марш в район Лиозно.
В 11.00 23 июня бригада в составе корпуса была введена в прорыв на рубеже Лепешино, Александров. 25 июня овладев населёнными пунктами Стрыга и Сенно продолжила наступление в направлении реки Березина. 28 июня форсировав Сергучский канал и затем реку Березина заняла Мстиж, к 19.00 овладела важным стратегическим пунктом — городом Вилейка. 4 июля 1944 года совместно с 7-й гвардейской механизированной бригадой овладела Сморгонь и заняла круговую оборону. 6 июля бригада совместно с частями корпуса начала наступление на город Вильнюс. В течение 9 и 10 июля бригада вела уличные бои в городе в результате которых овладела его южной частью и железнодорожной станцией.
12 июля бригада приведя себя в порядок после боёв совершила марш по маршруту: Майлушки, Петкуни, Карблани. 27 июля 1944 года бригада начала наступление на город Шяуляй, обойдя который с северо-запада вышла на окраину города и перерезала железную дорогу, не дав возможность отойти гарнизону оборонявшему город. Далее бригада прошла по маршруту Ионишкис, Иелтава и 31 июля овладела Добеле. В связи с угрозой правому флангу войск 51-й армии бригада была направлена в район Бауска. 6 августа, после ликвидации угрозы, бригада была передислоцирована в район Мельдери, где в течение семи дней приводила себя в порядок. 19 августа бригада вела оборонительные бои в районе Жагаре в составе 1-го Прибалтийского фронта отражая атаки прорвавшегося противника.
24 августа 1944 года бригада вместе с приданным 1510-м самоходным артиллерийским полком вошла в состав 19-го танкового корпуса. В течение трёх дней отражала контратаки танковой дивизии СС, обороняя захваченную шоссейную дорогу в районе Нориши. 31 августа после приведения себя в порядок, заняла оборону во втором эшелоне на рубеже Верни, Покайни.
7 сентября бригада совершила марш в район Лиэпармуйжа где получила 45 танков Т-34 и занялась боевой подготовкой. 14 сентября бригада была введена в прорыв на участке Калниэки продвигаясь с боями вышла в районе Вевери к реке Западная Двина. Возвратившись к перекрёстку дорог севернее Межаперайми, совершила марш по тылам противника и вышла на рубеж Машани — Межвиды. Встретив сильное сопротивление у леса юго-восточнее Питли бригада перешла к обороне. 29 сентября бригада совершила марш в район Клапи, где приводила в порядок свои части.
25 декабря 1944 года бригада перейдя в наступление овладела Поднеки и заняла круговую оборону отражая контратаки противника до 10 января 1945 года. Совершив марш в район Чункас бригада получила пополнение в количестве 60 танков.
23 января части бригады вышли к племенному заводу Катрине где встретив сильное сопротивление противника вступили с ним в бой. В это время на командный пункт бригады прибыл командир бригады генерал-майор Асланов и при артналёте был тяжело ранен и на следующий день скончался. 25 января после значительных потерь бригада была выведена из боя и передислоцирована в Грамздас. 30 января бригада совершив марш вышла в район Озолине. 2 февраля бригада перейдя в наступление достигла Орданга, где встретив сильное сопротивление перешла к обороне до 4 февраля 1945 года.
5 марта бригада во взаимодействии с 147-м стрелковым полком и приданным 64-м гвардейским танковым полком перешла в наступление и в районе Нерзас заняла оборону. После получения новой задачи пошла в направлении станции Брацене нанося большой урон противнику. 12 марта после тяжёлых боёв в районе Мейри была выведена из боя и сосредоточилась в районе Крейми, где получила пополнение из 20 танков Т-34. 18 марта снова вступила в бой и к вечеру овладела Янсмуйжа, ночью перейдя в атаку захватила станцию Блидине. 25 марта бригада была выведена из боя и сосредоточилась в районе Веюкрогс.
В августе 1945 года бригада была передислоцирована в состав войск 1-го Дальневосточного фронта.

## Состав
На момент формирования:
- Управление бригады (штат № 010/270)
- 1-й отдельный танковый батальон (штат № 010/271)
- 2-й отдельный танковый батальон (штат № 010/272)
- Мотострелково-пулемётный батальон (штат № 010/273)
- Истребительно-противотанковая батарея (штат № 010/274)
- Рота управления (штат № 010/275)
- Рота технического обеспечения (штат № 010/276)
- Медико-санитарный взвод (штат № 010/277)

С декабря 1943 года:
- Управление бригады (штат № 010/500)
- 1-й отдельный танковый батальон (штат № 010/501)
- 2-й отдельный танковый батальон (штат № 010/501)
- 3-й отдельный танковый батальон (штат № 010/501)
- Моторизованный батальон автоматчиков (штат № 010/502)
- Зенитно-пулемётная рота (штат № 010/503)
- Рота управления (штат № 010/504)
- Рота технического обеспечения (штат № 010/505)
- Медико-санитарный (штат № 010/506)

## Подчинение
| Подчинение     | Подчинение               | Подчинение               | Подчинение                              | Подчинение |
| Дата           | Фронт (округ)            | Армия                    | Корпус                                  | Примечания |
| -------------- | ------------------------ | ------------------------ | --------------------------------------- | ---------- |
| 1.05.1943 года | Южный фронт              | фронтового подчинения    | 3-й гвардейский механизированный корпус | -          |
| 1.06.1943 года | Степной военный округ    | окружного подчинения     | 3-й гвардейский механизированный корпус | -          |
| 1.07.1943 года | Степной военный округ    | окружного подчинения     | 3-й гвардейский механизированный корпус | -          |
| 1.08.1943 года | Воронежский фронт        | 47-я армия               | 3-й гвардейский механизированный корпус | -          |
| 1.09.1943 года | Воронежский фронт        | 47-я армия               | 3-й гвардейский механизированный корпус | -          |
| 1.10.1943 года | Воронежский фронт        | 47-я армия               | 3-й гвардейский механизированный корпус | -          |
| 1.11.1943 года | Резерв Ставки ВГК        | -                        | 3-й гвардейский механизированный корпус | -          |
| 1.12.1943 года | Резерв Ставки ВГК        | -                        | 3-й гвардейский механизированный корпус | -          |
| 1.01.1944 года | Резерв Ставки ВГК        | -                        | 3-й гвардейский механизированный корпус | -          |
| 1.02.1944 года | Резерв Ставки ВГК        | -                        | 3-й гвардейский механизированный корпус | -          |
| 1.03.1944 года | Резерв Ставки ВГК        | -                        | 3-й гвардейский механизированный корпус | -          |
| 1.04.1944 года | Резерв Ставки ВГК        | -                        | 3-й гвардейский механизированный корпус | -          |
| 1.05.1944 года | Московский военный округ | -                        | 3-й гвардейский механизированный корпус | -          |
| 1.06.1944 года | Резерв Ставки ВГК        | -                        | 3-й гвардейский механизированный корпус | -          |
| 1.07.1944 года | 3-й Белорусский фронт    | фронтового подчинения    | 3-й гвардейский механизированный корпус | -          |
| 1.08.1944 года | 1-й Прибалтийский фронт  | фронтового подчинения    | 3-й гвардейский механизированный корпус | -          |
| 1.09.1944 года | 1-й Прибалтийский фронт  | 51-я армия               | 3-й гвардейский механизированный корпус | -          |
| 1.10.1944 года | 1-й Прибалтийский фронт  | фронтового подчинения    | 3-й гвардейский механизированный корпус | -          |
| 1.11.1944 года | 1-й Прибалтийский фронт  | 61-я армия               | 3-й гвардейский механизированный корпус | -          |
| 1.12.1944 года | 1-й Прибалтийский фронт  | фронтового подчинения    | 3-й гвардейский механизированный корпус | -          |
| 1.01.1945 года | 1-й Прибалтийский фронт  | 4-я Ударная армия        | 3-й гвардейский механизированный корпус | -          |
| 1.02.1945 года | 2-й Прибалтийский фронт  | фронтового подчинения    | 3-й гвардейский механизированный корпус | -          |
| 1.03.1945 года | 2-й Прибалтийский фронт  | фронтового подчинения    | 3-й гвардейский механизированный корпус | -          |
| 1.04.1945 года | Ленинградский фронт      | Курляндская группа войск | 3-й гвардейский механизированный корпус | -          |
| 1.05.1945 года | Ленинградский фронт      | Курляндская группа войск | 3-й гвардейский механизированный корпус | -          |
| 3.09.1945 года | Забайкальский фронт      | фронтового подчинения    | 3-й гвардейский механизированный корпус | -          |

## Командование бригады

### Командиры бригады
- Асланов, Ази Агадович (24.04.1943 — ??.12.1943), гвардии полковник (направлен на курсы);
- Сурков, Владимир Авраамович[8] (??.12.1943 — ??.04.1944), гвардии подполковник (ВРИД);
- Асланов Ази Агадович (??.04.1944 — 24.01.1945), с 13.03.1944 гвардии генерал-майор танковых войск (погиб 24.01.1945);
- Корнов (24.01.1945 — 25.01.1945), гвардии полковник (ВРИД);
- Дементьев, Виктор Петрович[9] (25.01.1945 — 06.03.1945), гвардии полковник;
- Бурцев, Яков Александрович[10] (07.03.1945 — 10.06.1945), гвардии полковник[11][12]

### Заместители командира бригады по строевой части
- Сурков Владимир Авраамович (15.06.1943 — 1944), гвардии майор, с 30.09.1943 подполковник;
- Новиков Александр Антонович[13] (1944 — 24.09.1944), гвардии полковник (убит);
- Шаров Михаил Андреевич[14] (03.1945 —), гвардии полковник

### Заместитель командира по политической части
- Майоров Александр Семёнович (22.04.1943 — 16.06.1943), гвардии майор, с 13.05.1943 гвардии подполковник[15]

### Начальники штаба бригады
- Львицын Михаил Фёдорович (18.02.1943 — 02.07.1944), гвардии подполковник (убит 2.07.1944);
- Смелов Аркадий Михайлович (07.1944 — 08.1944), гвардии подполковник[16];
- Березин Фёдор Кузьмич (08.1944 — 01.1945), гвардии подполковник;
- Сманцер Александр Евдокимович (22.01.1945 — 1945), гвардии майор

### Начальники политотдела, с 06.1943 он же заместитель командира по политической части
- Зеленский Иван Тихонович (22.04.1943 — 16.06.1943), гвардии майор;
- Майоров Александр Семёнович (16.06.1943 — 15.09.1943), гвардии подполковник;
- Зайнуллин Файзарахман Аглаллович (15.09.1943 — 20.12.1945), гвардии подполковник[15]

## Отличившиеся воины
- Асланов, Ази Агадович, гвардии генерал-майор танковых войск — командир бригады[17]

## Награды и наименования
| Награда                            | Дата награждения                                                                | За что получена |
| ---------------------------------- | ------------------------------------------------------------------------------- | --- |
| Почётное звание «Гвардейская»      | присвоено 24 апреля 1943 года при формировании                                  | перешло от 41-го гвардейского танкового полка |
| Почётное наименование «Шавлинская» | присвоено приказом Верховного главнокомандующего № 0262 от 12 августа 1944 года | за отличия в боях за овладение городом Шяуляй (Шавли) |
| орден Красного Знамени             | награждена указом Президиума Верховного Совета СССР от 23 июля 1944 года        | за успешное выполнение заданий командования при овладении городами Вилейка и Красное                                                                                              |
| орден Суворова II степени          | награждена указом Президиума Верховного Совета СССР от 22 октября 1944 года     | за образцовое выполнение заданий командования в боях с немецкими захватчиками при прорыве обороны противника юго-восточнее города Рига и проявленные при этом доблесть и мужество |

## Послевоенная история
В сентябре 1945 года 35-я гвардейская танковая бригада в составе 3-го гвардейского механизированного Сталинградского корпуса была переведена в Приморье, где 1 декабря 1945 года была преобразована в 35-й гвардейский танковый Шавлинский Краснознамённый ордена Суворова полк (в/ч 11870) 3-й гвардейской механизированной Сталинградской дивизии (в/ч 61447) 5-й армии Приморского военного округа, с 1 июня 1953 года Дальневосточного военного округа.
17 мая 1957 года 3-я гвардейская механизированная дивизия была преобразована в 47-ю гвардейскую мотострелковую Сталинградскую дивизию, 35-й гвардейский танковый полк остался в составе этой дивизии под тем же номером.
27 ноября 1959 года 47-я гвардейская мотострелковая дивизия (в/ч 61447) дислоцировавшаяся в городе Дальнереченск была расформирована, вместе с ней был расформирован и 35-й гвардейский танковый полк.

## Память
- Действия бригады показаны в снятом на студии «Азербайджанфильм», посвящённом Ази Асланову художественном фильме «Я любил вас больше жизни».